# بولاته
بولاته (به ایتالیایی: Bollate) یک کومونه در ایتالیا است که در استان میلان واقع شده‌است.

## خصوصیات
بولاته ۱۵٫۹ کیلومترمربع مساحت و ۳۵٬۴۵۹ نفر جمعیت دارد و ۱۵۶ متر بالاتر از سطح دریا واقع شده‌است.